# Imma Bodmershof
Imma von Bodmershof (geboren als Emma von Ehrenfels; * 10. August 1895 in Graz; † 26. August 1982 auf Schloss Rastbach in Gföhl, Niederösterreich) war eine österreichische Schriftstellerin.

## Leben
Die Tochter eines der Vordenker und Vorläufer der Gestalttheorie Christian von Ehrenfels und von Emma von Hartmann wuchs im Waldviertel auf Schloss Lichtenau auf, verbrachte aber auch viel Zeit in Prag, wo ihr Vater an der Universität arbeitete. Sie studierte Kunstgeschichte, Philosophie und Graphologie an den Universitäten in Prag und München.
Sie war verlobt mit dem Hölderlin-Forscher Norbert von Hellingrath, über den sie auch mit Rainer Maria Rilke und Stefan George in Kontakt kam. Hellingrath fiel jedoch 1916 in der Schlacht um Verdun. 1925 heiratete sie Wilhelm von Bodmershof, einen promovierten Volkswirtschaftler und Religionsforscher mit dem Schwerpunkt fernöstlicher Religionen und verwaltete zusammen mit ihrem Ehemann das Landgut des Schlosses Rastbach. Sie wohnte auch zeitweise in Wien.
Ab 1937 veröffentlichte sie traditions- und heimatverbundene Romane und Erzählungen. Bodmershof pflegte vor allem die dreizeilige japanische Gedichtform des Haiku. Hierzu pflegte sie einen intensiven Gedankenaustausch mit dem japanischen Literaturwissenschaftler Yukio Kotani.
Ihr kulturpessimistischer Briefwechsel mit Martin Heidegger aus den Jahren 1959–1976 wurde im Jahr 2000 bei Klett-Cotta veröffentlicht.
Sie wurde auf dem Friedhof von Moritzreith beigesetzt.
Im Jahr 1995 wurde ihr in Gföhl auf Initiative von Walter Enzinger errichtet.

## Auszeichnungen
- Großer Österreichischer Staatspreis für Literatur (1958)
- Kulturpreis des Landes Niederösterreich (1965)
- Österreichisches Ehrenkreuz für Wissenschaft und Kunst I. Klasse (1969)
- Preis der Stadt Wien für Literatur (1969)

## Werke
- 1937 – Der zweite Sommer (Roman), Suhrkamp, Berlin 1943
- 1939 – Die Stadt in Flandern  (Roman)
- 1939 – Die Bartabnahme -, von Loeper, Karlsruhe 1982
- 1942 – Begegnung im Frühling (Erzählung), Verlag von Loeper, Karlsruhe 1985, ISBN 3-88652-602-X
- 1943 – Die Jahreszeiten: Fünfundzwanzig Meisterwerke alter Buchmalerei
- 1944 – Die Rosse des Urban Roithner -, Buchgemeinschaft Donauland, Wien 1984
- 1950 – Sieben Handvoll Salz (Roman), Niederösterreichisches Pressehaus, St. Pölten 1984
- 1952 – Das verlorene Meer (überarbeiteter Roman, 1939 erschienen unter "Die Stadt in Flandern"), Herold, Wien 1952
- 1953 – So lange es Tag ist -,  Österreichische Verlagsanstalt, Innsbruck 1953
- 1962 – Unter acht Winden
- 1962 – Haiku
- 1973 – Sonnenuhr
- 1980 – Im fremden Garten blüht Jasmin: 99 Haiku (Gedichtband), Verlag der Arche, Zürich 1980, ISBN 3-7160-1658-6
- 1982 – Ibarras Bartabnahme

Editionen
- 1986 – Imma Bodmershof: Gesammelte Werke in Einzelausgaben (4 Bände) -, Verlag von Loeper, Karlsruhe 1986, ISBN 3-88652-005-6
- 2000 –  Martin Heidegger & Imma von Bodmershof: Briefwechsel 1959 - 1976 -, Klett-Cotta, Stuttgart 2000, ISBN 3-608-94265-3